# I’m in Love with You
I’m in Love with You ist ein Foxtrottlied, welches der Komponist Paul Titsworth 1929 für den frühen US-amerikanischen Tonfilm The Great Gabbo schrieb. Erich von Stroheim spielt darin unter der Regie von James Cruze einen egomanischen, allmählich in den Wahnsinn abgleitenden Bauchredner. Die englischen Worte dazu stammen von Lynn Cowan, einen deutschen Text mit dem Kehrreim Was dein Blick verspricht dichteten Richard Rillo und der Musikverleger Armin Robinson. Das Lied erschien in den Vereinigten Staaten beim Musikverlag Sherman, Clay & Co. in San Francisco, Kalifornien. In Deutschland gab es die Noten der Filmlieder beim Alberti-Verlag Berlin W 50.
Der Film wurde in den USA im Selwyn Theatre, New York City am 12. September 1929 uraufgeführt. In Deutschland und Österreich hatte »Der große Gabbo« erst 1930 Premiere.
Die Lieder aus dem Film erschienen auch auf Grammophonplatten, sowohl in den USA als auch in Deutschland.

## Tondokumente (Beispiele)
- I’m in Love with You, Fox Trot from the film The Great Gabbo (Titsworth -- Cowan),  Tom Gerun [ovich] and His Orch., with Vocal Chorus. Brunswick (USA) 4520, rec. 1929[6]
- Was dein Blick verspricht Foxtrot aus dem Tonfilm Der große Gabbo (P. Titsworth -- R. Rillo, A. Robinson). Fred Bird Rhythmicans mit Refraingesang: Luigi Bernauer, auf Homocord 4-3706-I, Matr. H-62807, 1930[7]